# Alcipe
Alcipe (en grec antic: Ἀλκίππη) va ser, segons la mitologia grega,  una filla d'Ares i de la princesa Aglauros, filla de Cècrops.
Segons la tradició, Halirroti, fill de Posidó, va atacar Alcipe a la platja d'Atenes, o en algunes versions, la va violar i matar.
El seu pare, Ares, va anar en el seu auxili i va matar Halirroti. Posidó va demanar justícia per al seu fill, i Ares va ser jutjat pel Tribunal dels Déus format pels dotze Olímpics, en el que, segons la llegenda, va ser el primer judici de la història. El judici va tenir lloc a l'Areòpag, un turó al costat de l'Acròpolis d'Atenes que va prendre el nom d'Ares per aquest esdeveniment (Ἄρειος Πάγος ('areios pagos', «roca d'Ares»).
Ares va afirmar que va matar Halirroti per defensar o venjar la seva filla de la violació, i Alcipe va confirmar la declaració del seu pare. Els déus se'ls van creure i, com que no hi havia testimonis en contra, van absoldre completament Ares. Segons Paniassis d'Halicarnàs, sembla que Ares va ser condemnat a servir entre els mortals, probablement com a càstig per aquest assassinat.